# Solomianskyi (raion)
Solomianskyi (em ucraniano: Солом’янський район) é um dos 10 raions da cidade de Kiev.